# Michael Balint
Michael Balint (Budapest, 3 de diciembre de 1896-Londres, 31 de diciembre de 1970) fue un psicoanalista y bioquímico británico de origen húngaro.
Fue alumno de Sándor Ferenczi en Budapest, y después de Karl Abraham, en Berlín. En la década de los 40 inició los llamados «Grupos Balint», cada uno de los cuales es coordinado por un psiquiatra y lo conforman médicos no psicoterapeutas que buscan mejorar las relaciones con sus pacientes.

## Biografía
Era hijo de Mihály Maurice Bergmann, un médico que ejerció su profesión en Budapest. Contra la voluntad de su padre cambió su nombre a Bálint Mihály y también cambió de religión, del judaísmo al cristianismo. Durante la Primera Guerra Mundial Bálint participó en el frente, primero en Rusia, a continuación, en los Dolomitas. Completó sus estudios de medicina en Budapest en 1918. Posteriormente, por recomendación de su futura esposa, Alice Székely - Kovács, Bálint estudió a Sigmund Freud, Tres ensayos sobre la sexualidad (1905) y Tótem y tabú. También comenzó a asistir a las conferencias de Sándor Ferenczi, que en 1919 se convirtió en el primer catedrático del psicoanálisis en Budapest.
Bálint se casó con Alice Székely-Kovács y alrededor de 1920 la pareja se trasladó a Berlín, donde Bálint trabajó en el laboratorio de bioquímica de Otto Heinrich Warburg (1883-1870), el que más tarde (1931) fue premio Nobel. Bálint que estaba estudiando para su doctorado en bioquímica trabajó en el Instituto de Psicoanálisis.
En 1924 regresó a Budapest, donde asumió un papel protagonista en el psicoanálisis húngaro. Durante la década de 1930 la situación política en Hungría hizo la enseñanza de la psicoterapia prácticamente imposible, y emigró a Mánchester. Su esposa Alice murió aquí en 1938, dejando un hijo Juan. En 1944, Bálint se volvió a casar, pero la relación terminó pronto, aunque no se divorciaron hasta 1952. En 1945 se trasladó Bálint de Mánchester a Londres y continuó su trabajo en equipo con los médicos que practican la psicoterapia y obtuvo una maestría en psicología.
En 1949, Balint conoció a su futura esposa, Enid Flora Eichholz, quien trabajaba en el Instituto Tavistock de relaciones humanas con un grupo de trabajadores sociales y psicólogos con la idea de investigar temas relacionados con el matrimonio. Michael Balint se convirtió en el líder de este grupo y juntos desarrollaron lo que ahora se conoce como el «grupo de Balint». El primer grupo de médicos en ejercicio se estableció en 1950. Michael y Enid se casaron en 1958. Balint en 1968 fue nombrado presidente de la Sociedad Psicoanalítica Británica, dos años después falleció.

## Falta Básica
En cuanto a la teoría de la motivación, Balint integra el modelo biologístico, fundado por Freud en una teoría más amplia que considera la unidad un resultado de un defecto básico, es decir, la falta de ajuste en la relación del niño con el objeto primario, que ha dado como resultado el nacimiento de la agresividad. Según la teoría de los Defectos básicos, incluso el narcisismo, que para Freud era el tipo primario (fase normal del desarrollo sexual) y secundario (patológico), se considera solamente secundario, causado por la falta de amor recibido por el niño por parte del objeto principal, que le lleva a rebelarse. Como reacción a los defectos de base pueden presentarse dos tipos de comportamiento:
- Ocnophilia (tendencia a establecer lazos con el objetivo marcado por la dependencia)
- Philobatism (tendencia a sentir placer solo en situaciones extremas).

Pero estos caracteres no se presentan casi nunca en estado puro, pero ambos están presentes en diversos grados en los sujetos. Así que son las enfermedades que no es real, si no en sus formas extremas.
Recuerda Balint su concepción casi de estado paradisíaco fetal, en condición de completa armonía que el hombre quiere recuperar para el resto de su vida (Regressus ad uterum) a través de diversos canales, como el orgasmo, el éxtasis religioso y la creación artística.
Propone un periodo preedípico, es decir anterior al que plantea Freud del Complejo de Edipo, pero decide llamarlo de otro modo, ya que no posee las características propias de lo edípico.
Para esto observa en su trabajo analítico, ciertos pacientes que no son capaces de interpretar, de comprender el análisis que el psicoanalista hace luego de recabados todos los datos de la vida del sujeto. Estas interpretaciones son sentidas por el paciente como un ataque o una exigencia exagerada sobre su persona, son pacientes que interpretan a su modo al analista y parece que en la contratransferencia denotan un cierto esfuerzo por penetrar dentro del analista y saber todo lo que hacen o piensan. Se quejan de sentir un constante vacío en sus vidas, se sienten inservibles y se muestran apáticos.
Por todo lo anterior Balint plantea , que estos sujetos tienen alguna carencia, en una etapa pre-edipica, en un lenguaje que no es propio al lenguaje adulto, por lo mismo no entienden las interpretaciones que provee el análisis.
Este estadio lo denomina, el estadio de la «Falta Básica», Lo nombra así ya que todos estos pacientes plantean que les falta algo, tienen un sentimiento de vacío, no producto de un complejo o conflicto, sino que dicen que en algún momento de sus vidas alguien les falló o se descuidó de ellos; y es una Falta Básica, ya que esta falta opera en toda la estructura psicobiológica del sujeto.
Balint, propone que este Estadio funciona intrínsecamente distinto al Complejo de Edipo, por eso se abstiene de formularlo como una etapa «preedípica», por las siguientes razones: a nivel general el Complejo de Edipo, ocurre en el contexto de una relación del tipo triangular, y es inseparable del Conflicto que surge de las relaciones de estos tres objetos, y aquí opera predominantemente el lenguaje adulto.
En cambio en el estadio de la «Falta Básica», las relaciones son diádicas, y cualquier tercer elemento aparece como carga o tensión en el sujeto. La naturaleza dinámica de esta etapa es del tipo no conflictiva.
Por lo que propone, en general, al trabajar con pacientes, identificar en que estadio se podría ubicar la problemática del sujeto, para abordarla con el lenguaje apropiado, y el caso de pacientes con la dinámica de la «Falta Básica», contener antes que interpretar.
Jacques Lacan critica en su primer seminario la observación sobre la denominada two bodie´s psycology de Balint argumentando que la relación dentro del análisis no es de dos, sino de tres.

## Obra
- Amor primario y técnica psicoanalítica, Payot, 2001 ISBN 2-228-89394-3
- El médico, el paciente y la enfermedad, Editorial Libros Básicos. Buenos Aires, 1986
- Técnicas psicoterapéuticas en medicina, Payot-Rivages, 2006 ISBN 2-228-90135-0
- Las voces de la regresión, Payot-poche, 2000 ISBN 2-228-89319-6
- La falta fundamental, Payot-poches, 2006 ISBN 2-228-88339-5
- Pediatría y psicoterapia. En "Psychothérapies", Ginebra, ed. Méd/H, v. 22, 2002, N.º 2